# ألكسندرا يوربان
ألكسندرا يوربان (بالبولندية: Aleksandra Urban)‏ هي رسامة بولندية، ولدت في 17 مارس 1978.